# Marin (Rumunia)
Marin – wieś w Rumunii, w okręgu Sălaj, w gminie Crasna. W 2011 roku liczyła 900 mieszkańców.